# Chiến dịch Demyansk (1942)
Chiến dịch Demyansk (Демянская операция) là tên của một chiến dịch quân sự do Liên Xô tổ chức trong Chiến tranh Xô-Đức, kéo dài từ ngày 7 tháng 1 đến ngày 25 tháng 5 năm 1942. Trong chiến dịch này, Hồng quân Liên Xô đã bao vây quân Đức trong một khu vực gọi là Cái túi Demyansk (tiếng Đức: Festung Demjansk or Kessel von Demjansk; tiếng Nga: Демя́нский котёл) nằm ở Demyansk, Novgorod, giữa hồ Ilmen và hồ Seliger. Tuy nhiên đến ngày 21 tháng 4 năm 1942 phát xít Đức đã phá được vòng vây và vẫn giữ được Demyansk.

## Bối cảnh
Ý tưởng về một cuộc tấn công truy kích tại khu vực Mặt trận Tây Bắc trên hướng Demyansk được hình thành từ tháng 9 năm 1941. Kế hoạch hoạt động đã được phê duyệt bởi mệnh lệnh số 002265 của Bộ Tổng tư lệnh tối cao quân đội Liên Xô. Tuy nhiên, vì đang là thời điểm chuẩn bị cho chiến dịch phản công Mạc Tư Khoa nên một số đơn vị thuộc Phương diện quân Tây Bắc dự kiến được sử dụng cho chiến dịch đã phải chuyển sang các vị trí khác.
Sau khi cuộc tấn công của Đức về phía Moskva bị chặn đứng trong tháng 12 năm 1941, kế hoạch phản công tại khu vực Toropets - Kholm lại được Bộ Tổng tư lệnh tối cao quân đội Liên Xô đem ra xem xét với mục đích bao vây một phần của Tập đoàn quân 16 (Đức) do Thượng tướng Ernst Busch chỉ huy. Tư lệnh Phương diện quân Tây Bắc, tướng Pavel Kurochkin đã quyết định: Các hoạt động tấn công cụm quân Đức ở Toropets-Kholm sẽ diễn ra đồng thời với các hoạt đọng bao vây quân Đức ở khu vực Demyansk. Theo kế hoạch của tướng Kurochkin, các đòn tấn công, chia cắt sẽ làm gián đoạn liên lạc giữa cụm quân Demyansk và tuyến đường sắt Valday - Staraya Russa. Vai trò chính trên chiến trường đã được giao cho Tập đoàn quân 34 với nhiệm vụ tiêu diệt các sư đoàn bộ binh 3 và 11 (Đức) sau khi bị bao vây.. Trước đó, tư lệnh Cụm Tập đoàn quân Bắc Wilhelm von Leeb đã thuyết phục Hitler về sự cần thiết phải chuyển Quân đoàn bộ binh II đến làm nòng cốt cho cụm quân đang phòng thủ tại Demyansk để bảo đảm phòng thủ trên cánh phải tại vùng Lovat. Hitler đã không đồng ý với von Leeb. Kết quả là trong tháng 1 năm 1942, thống chế von Leeb từ chức và ông được thay thế bởi thống chế Georg von Küchler.
Các hoạt động tác chiến hầu như bắt đầu cùng một lúc (chỉ trước/sau một ngày) với các cuộc tấn công tại Toropets - Kholm và các hoạt động tác chiến tại khu vực Rzhev - Vyazma - một cuộc phản công lớn của Phương diện quân Tây với mục đích tiêu diệt các lực lượng cơ bản của Cụm tập đoàn quân Trung tâm (Đức).

## Quân Đức bị bao vây
Chiến dịch Demyansk mở màn vào ngày 7 tháng 1 năm 1942 bằng đợt tấn công của Tập đoàn quân số 11 Phương diện quân Tây Bắc của Tư lệnh Trung tướng Pavel Kurochkin. Đợt tấn công nhằm vào tuyến liên lạc của Tập đoàn quân số 16 (Đức) nằm giữa khu vực Demyansk và tuyến đường sắt Staraya Russa. Tuy nhiên do địa hình đầm lầy và rừng rậm của khu vực cùng với tuyết rơi dày đặc, đồng thời quân Đức bố phòng tại khu vực này hết sức kỹ lưỡng; vì vậy tiến độ hành quân của Phương diện quân Tây Bắc rất chậm và sau đó phải dừng lại trước Staraya Russa. Đồng thời, Tập đoàn quân số 34 cũng đã tấn công vào cánh phải của quân Đức, hình thành gọng kìm thứ hai tại Demyansk. Mấy ngày sau đó, các Tập đoàn quân xung kích số 3 và số 4 và sư đoàn bộ binh số 241 (sư đoàn trưởng: Chernyahovskiy, lấy từ Tập đoàn quân số 34) cũng bắt đầu tham chiến. Ngày 8 tháng 1 năm 1942, Liên Xô mở Chiến dịch phản công chiến lược Rzhev-Vyazma. Chiến dịch này bao gồm cả cuộc tấn công vào Kholm diễn ra từ ngày 9 tháng 1 năm 1942 đến ngày 6 tháng 2 năm 1942 - hình thành một gọng kìm ở phía Nam và bắt đầu giai đoạn thứ hai của Chiến dịch Demyansk.
Ngày 19 tháng 1 năm 1942, Bộ Tổng tư lệnh tối cao Liên Xô (STAVKA) ra chỉ thị số 170034 yêu cầu chuyển các Tập đoàn quân xung kích số 3 và số 4 sang Phương diện quân Kalinin (Tver). Tập đoàn quân xung kích số 1 và sư đoàn bộ binh cận vệ số 3 và số 4 được trả về cho Phương diện quân Tây Bắc. Việc này nhằm tăng cường sức mạnh cho các đơn vị đảm nhiệm nhiệm vụ bao vây quân Đức ở Demyansk. Ngày 29 tháng 1 hai gọng kìm của Tập đoàn quân số 34 và Tập đoàn quân xung kích số 1 đã bắt đầu khép chặt vòng vây. Trước tình hình nguy ngập như vậy các tướng lĩnh Đức đã yêu cầu Hitler cho rút quân khỏi Demyansk, nhưng y vẫn bướng bỉnh ra lệnh phải giữ vững vị trí.
Kết quả là ngày 8 tháng 2 năm 1942 6 sư đoàn của Đức đã lọt trọn vào một "cái túi" ở Demyansk. Lực lượng Đức bị vây trong "cái túi" này là các sư đoàn bộ binh số 12, số 30, số 32, số 123, số 290, sư đoàn SS "Đầu lâu", Đoàn Tình nguyện Lao động Quốc gia (Reichsarbeitsdienst), các đơn vị cảnh sát (Ordnungspolizei), cơ quan Todt và các đơn vị trợ chiến khác. Một số đơn vị của Tập đoàn quân số 16 (do Đại tướng Ernst Busch chỉ huy) đã bị Hồng quân bao vây như quân đoàn số 2 và quân đoàn số 10 (Tư lệnh: Thượng tướng Pháo binh Christian Hansen). Tổng quân số bị vây tại Demyansk lên đến 9 vạn binh sĩ và 1 vạn quân trợ chiến. Chỉ huy số quân bị vây là Thượng tướng Bộ binh Walter Graf von Brockdorff-Ahlefeldt, Tư lệnh quân đoàn số 2.

## Đợt tấn công của Phương diện quân Tây Bắc

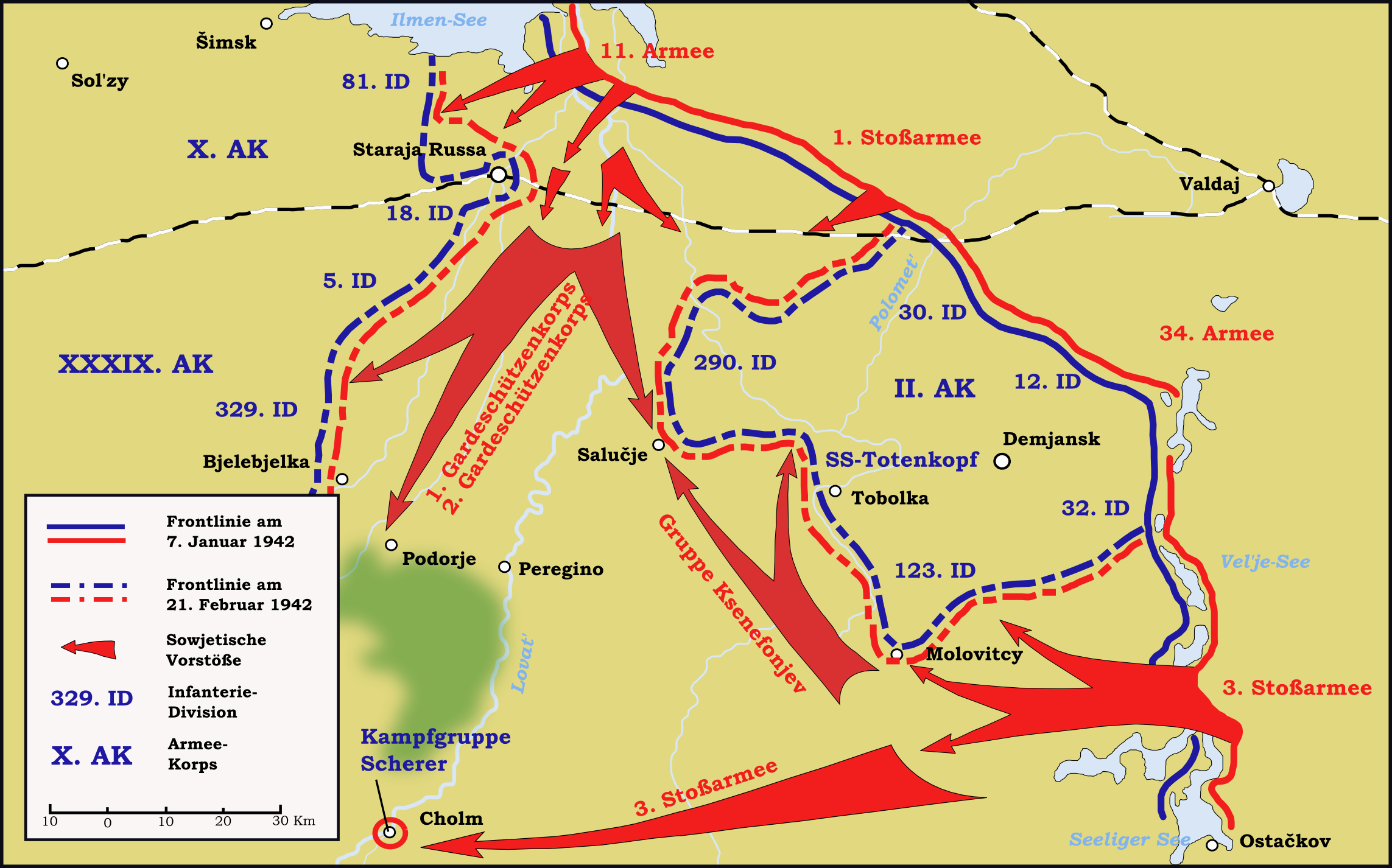
Đợt tấn công của Hồng quân phía Nam hồ Ilmen từ ngày 7 đến ngày 21 tháng 1 năm 1942

Kế hoạch của Phương diện quân Tây Bắc là bao vây toàn bộ khối quân ở cạnh sườn phía Bắc của Tập đoàn quân số 6 của Đức, nơi mà quân đoàn số 2 chỉ là một phần rất nhỏ và các chỉ huy Hồng quân quyết tâm đẩy mạnh tiến độ hành quân của Phương diện quân Tây Bắc. Mũi tấn công đầu tiên do Tập đoàn quân số 11, Tập đoàn quân xung kích số 1 và các quân đoàn bộ binh Cận vệ số 1 và số 2 (được bổ sung từ lực lượng dự bị) đảm nhiệm. Mũi tấn công thứ hai được phát động vào ngày 12 tháng 2 do Tập đoàn quân xung kích số 3 và số 4 của Phương diện quân Kalinin đảm nhiệm với một nhiệm vụ phụ thêm là tấn công trực tiếp vào khối quân Đức bị bao vây bằng việc đổ bộ hai lữ đoàn dù nhằm hỗ trợ mũi tấn công của Tập đoàn quân số 34. Tuy nhiên kế hoạch tấn công bị bỏ dở do đà tấn công của Hồng quân bị nhụt đi nhanh chóng trước thời tiết xấu và địa hình phức tạp của khu vực.
Sau khi được biết chắc chắn rằng số quân Đức bị vây sẽ được tiếp vận đầy đủ bởi Tập đoàn quân không quân số 1 (Luftflotte 1) với "công suất" 270 tấn hàng/ngày, Hitler ra lệnh cho số quân bị vây ở Demyansk phải tử thủ cho đến khi lực lượng tiếp viện giải vây. Trong vòng vây có hai sân bay khả dụng cho việc đáp phi cơ tiếp vận hàng ở Demyansk và Peski. Đồng thời từ giữa tháng 2 năm 1942 thời tiết trong khu vực đã khá hơn và công việc tiếp tế của không quân Đức gặp ít trở ngại do lực lượng Không quân Xô Viết tại đây rất yếu. Tính từ ngày 20 tháng 2 năm 1942, mỗi ngày không quân phát xít Đức đã dùng từ 100-150 máy bay với công suất 265 tấn hàng/ngày để tiếp tế và cho số quân Đức trong "cái túi" Demyansk. Mỗi máy bay cũng chở tới 22 binh sĩ nhằm tăng viện cho quân Đức. Tổng cộng tính từ ngày 19 tháng 2 đến 18 tháng 5, không quân phát xít Đức đã thực thi 24.303 lượt bay và cung cấp 15.446 tấn hàng (trung bình 273 tấn hàng/ngày) và di tản 22.903 thương binh. Tuy nhiên việc tiếp vận cho số quân bị vây đã huy động gần hết số máy bay vận tải của không quân phát xít Đức Luftwaffe cùng với nhiều máy bay ném bom của họ.
Trong khi đó Phương diện quân Tây Bắc vẫn đang tuyệt vọng trong việc thanh toán số quân bị vây ở Demyansk. Suốt mùa đông và mùa xuân 1942 Hồng quân mở liên tiếp nhiều đợt tấn công vào "hành lang Ramushevo" - tuyến liên lạc giữa Demyansk và Staraya Russa thông qua làng Ramushevo - nhưng tất cả đều bị đẩy lui. Tính ra có đến 5 tập đoàn quân với quân số 18 sư đoàn Hồng quân bị trói chặt vào "cái túi" Demyansk suốt 4 tháng.
Tuy nhiên đến cuối tháng 5 năm 1942 thì Bộ Tổng tư lệnh Tối cao Liên Xô Stavka đã đánh giá lại tình hình của toàn bộ mặt trận và chuyển hướng chú ý đến khu vực xung quanh thủ đô Mạc Tư Khoa - nơi một đợt tấn công mới của quân Đức dự kiến sẽ xảy ra vào mùa hè cùng năm.

## Giải vây

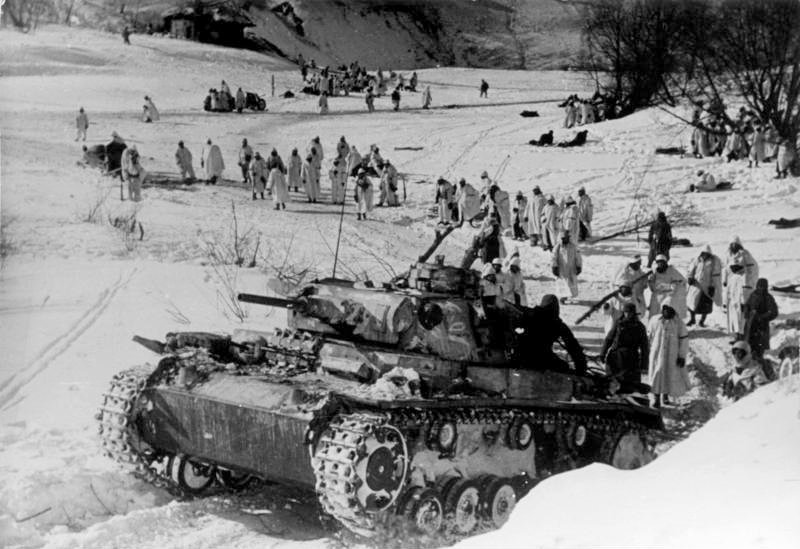
Quân Đức gần Demyansk, ngày 21 tháng 3 năm 1942

Ngày 21 tháng 3 năm 1942 ba sư đoàn Đức do Trung tướng Walther von Seydlitz-Kurzbach chỉ huy mở một đợt hành quân xuyên qua hành lang Ramushevo và tấn công vào vòng vây phía ngoài của Hồng quân tại Tây Bắc Staraya Russa. Số quân phía trong vòng vây cũng liên tiếp mở nhiều cuộc phản kích đánh nống ra ngoài. Sư đoàn SS số 3 "Đầu lâu" đã đóng một vai trò rất quan trọng trong nỗ lực đánh phá vây và cũng chịu rất nhiều tổn thất. Trong vòng vài tuần, hành lang này đã được mở rộng. Một cụm tác chiến Đức đã thoát được khỏi vòng vây vào ngày 21 tháng 4 năm 1942 - tuy nhiên cái giá phải trả cho số quân bị vây là không nhỏ: trong số 10 vạn quân bị bao vây có 3335 người chết và 1 vạn người bị thương. Dầu sao thì sức chiến đấu quyết liệt của quân Đức đã trói chân một lượng lớn Hồng quân - mà trong thời điểm quan trọng này thì Hồng quân lại rất cần số quân này ở nhiều nơi khác; ví dụ như phương diện quân Tây Bắc đã không nhận được đủ lực lượng để tổ chức đánh bọc sườn Cụm Tập đoàn quân Bắc.
Cuối cùng, ngày 5 tháng 5 năm 1942 nỗ lực giải vây của phát xít Đức kết thúc thành công. Quân Đức vẫn giữ được mỏm phía Nam của thành phố Demyansk và hành lang Ramushevo vẫn được giữ vững. Suốt tháng 5 năm đó, Hồng quân đã tổ chức nhiều đợt tấn công nhằm trục phát xít Đức khỏi phần còn lại của thành phố, tuy nhiên quân Đức được tăng cường thêm lực lượng và vẫn giữ được vị trí.
Trong suốt thời gian bị bao vây, quân Đức ở "cái túi" Demyansk và cả ở "cái túi" Kholm nhận được đến 65 nghìn tấn hàng tiếp liệu bằng đường không và đường bộ; 31 nghìn quân tiếp viện và di tản được 36 nghìn thương binh. Tuy nhiên cái giá phải trả cho nỗ lực tiếp viện này là không nhỏ: không quân phát xít Đức Luftwaffe mất chừng 265 máy bay, trong đó có 106 chiếc Junkers Ju 52, 17 chiếc Heinkel He 111, 2 chiếc Junkers Ju 86 cùng 387 binh sĩ không quân. Một nguồn khác cho con số tổn thất là 112 chiếc, trong đó có một số chiếc rơi tại Kholm. Tổn thất của Không quân Xô Viết là 408 máy bay, trong đó có 243 tiêm kích cơ.

## Kết quả và đánh giá
Để tưởng thưởng cho thành tích chỉ huy xuất sắc và cả cho thành tích chiến đấu xuất sắc của Sư đoàn SS số 3 "Đầu lâu" của mình, Thượng tướng SS (Obergruppenführer) Theodoe Eicke đã được tặng thưởng Huân chương Chữ thập sắt Hiệp sĩ loại có được đính kèm Lá sồi bạc vào ngày 20 tháng 5 năm 1942. Ông là người thứ 88 được tặng Huân chương này.
Chiến sự trong khu vực vẫn tiếp tục diễn ra cho đến ngày 28 tháng 2 năm 1943, lúc đó từ ngày 15 đến ngày 28 tháng 2 phương diện quân Tây Bắc tiếp tục mở một chiến dịch tấn công nhằm bao vây quân Đức một lần nữa như trong năm 1942. Tuy nhiên nỗ lực bao vây thất bại khi phát xít Đức kịp thời rút về Lovat. Dầu sao, ngày 1 tháng 3 cùng năm, phát xít Đức tự rút bỏ Demyansk và Hồng quân giải phóng thành phố.
Thành công của nỗ lực tiếp viện khiến Thống chế Đế chế (Reichsmarschall) Hermann Göring và cả Hitler cảm thấy rất tin tưởng vào việc Không quân Đức có thể thực hiện các phi vụ thành công trên lãnh thổ Liên Xô. Vì vậy, khi Tập đoàn quân số 6 bị bao vây trong Chiến dịch Stalingrad, Göring đã đề xuất một phương án tương tự như những gì diễn ra trong chiến dịch Demyansk. Trên lý thuyết thì phương án này tỏ ra khả thi vì Tập đoàn quân số 6 vẫn còn đủ sức chiến đấu trong thời gian mới bị vây và Hồng quân hẳn phải sử dụng một lượng lớn binh lực để giữ chặt "cái túi" Stalingrad. Điều này sẽ giúp cho phát xít Đức có đủ thời gian tái tổ chức và chuẩn bị một chiến dịch giải vây. Tuy nhiên Göring đã không tính đến sự khác biệt quá lớn về quân số của lực lượng bị vây trong hai trận đánh: ở Demyansk chỉ có 1 quân đoàn (tương đương 1/3 tập đoàn quân) còn ở Stalingrad là cả một Tập đoàn quân cộng với nhiều lực lượng được tăng cường với quân số lên tới 33 vạn người. Vì vậy khi số quân bị vây ở Demyansk và Kholm chỉ cần 265 tấn hàng tiếp viện mỗi ngày thì Tập đoàn quân số 6 cần ít nhất 800 tấn và quãng đường tiếp vận cũng dài hơn và sức chiến đấu của lực lượng phòng không và Không quân Xô Viết tại Stalingrad cũng tốt hơn rất nhiều. Rõ ràng lực lượng tiếp vận của Không quân phát xít Đức chịu tổn thất rất lớn ở Stalingrad và ở quá xa các cơ sở hạ tầng. Họ không có đủ khả năng tiếp vận cho Tập đoàn quân số 6 như đối với số quân ở Demyansk. Một điều thú vị là người chỉ huy hai chiến dịch tiếp vận đều là Đại tá không quân Fritz Mortsik.